# FC Petrolul Ploiești
FC Petrolul Ploiești, grundad 31 december 1924, är en fotbollsklubb i Ploiești i Rumänien. Klubben spelar säsongen 2021/2022 i den rumänska andradivisionen, Liga II.
Klubben grundades 1924 i Bukarest genom en sammanslagning av klubbarna Triumf och Romcomit, och fick då namnet FC Juventus București. 1952 flyttade klubben till oljestaden Ploiești och fick därefter sitt nuvarande namn, Petrolul Ploiești. Petrolul har vunnit totalt fyra ligatitlar, varav en som Juventus, och klubbens största framgång i Europaspel är en kvartsfinal i Mässcupen 1962/1963. Där ställdes Petrolul mot ungerska Ferencváros, som gick vidare efter totalt 2–1 över två matcher.
Säsongen 2015/2016 slutade med nedflyttning för Petrolul, som kort därefter ansökte om konkurs. En månad senare beslutades dock att klubben skulle återgrundas, men fick då starta om i botten av det rumänska seriesystemet.

## Meriter
- Divizia A (4): 1929/1930, 1957/1958, 1958/1959, 1965/1966
- Rumänska cupen (3): 1962/1963, 1994/1995, 2012/2013